# 粘豆包

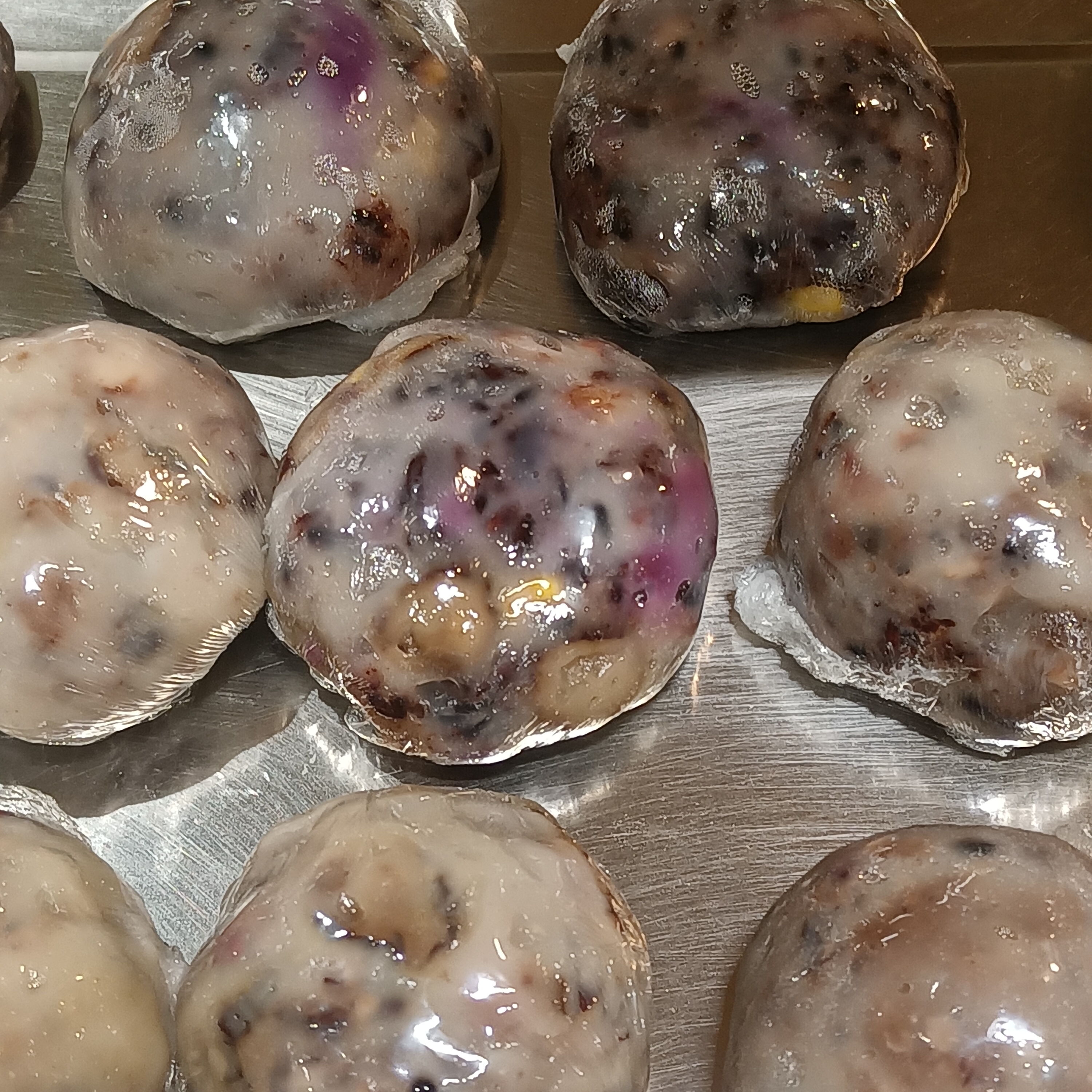
超市里贩售的粘豆包

黏豆包是源自中国东北地区的一种食品。由于制作简易且能提供大量能量，因此该食物有利于在寒冷的天气里长时间地进行户外活动，如狩猎等。

## 製作過程
黏豆包一般是冬季开始时制作，並放入户外的缸中保存过冬。

### 做法
1. 淘米。把大黄米（也有用江米、糯米做的白色豆包）泡上半日，再淘净沙子。
2. 和麵。将浸泡后的黄米晾干、磨成麵，再用冷水和麵，像做白麵馒头一樣“发酵”。待发出酸味，开始用手揉麵。
3. 製馅。将红小豆或大芸豆煮熟（不可煮破皮），捣成豆沙酱，放入细砂糖，搓揉成核桃殼大的馅团，备用。
4. 用揉好的黄米面将豆馅团包入里面，团成豆包状，放入波罗叶（苏子叶）為墊的炊具中大火蒸二十分钟，即可出锅。

## 食用方式
黏豆包有多种吃法：
1. 蘸白糖吃，吃其香甜黏；
2. 拍成小圆饼用油煎吃，品其香酥脆；
3. 小孩子们在冬季里以啃冻豆包為戲，练其牙齿；
4. 滚上炒熟的黄豆麵吃，增添了一种糊香豆味，稱為“驴打滚”。